# Чунли
Чунли́ (кит. упр. 崇礼, пиньинь Chónglǐ) — район городского подчинения городского округа Чжанцзякоу провинции Хэбэй (КНР).

## История
С начала XVIII века в этих местах стал распространяться католицизм, и в деревне Сиваньцзы (西湾子村) была построена церковь, ставшая впоследствии базой для распространения христианства в монгольских степях за пределами Великой Стены.
Во времена Китайской республики эти места входили в состав уезда Чжанбэй провинции Чахар. В 1934 году здесь было создано Чунлиское временное управление (崇礼设治局), в качестве названия которого были взяты иероглифы из фразы «чуншан лии» (崇尚礼仪 — «почитать ритуал»). В 1936 году территория, администрируемая временным управлением, была выделена в отдельный уезд Чунли.
В 1949 году был создан Северочахарский специальный район (察北专区), и уезд вошёл в его состав. В 1952 году провинция Чахар и Северочахарский специальный район были расформированы, и уезд перешёл в состав Специального района Чжанцзякоу (张家口专区) провинции Хэбэй. В мае 1958 года Специальный район Чжанцзякоу был расформирован, и эти земли были подчинены непосредственно администрации города Чжанцзякоу, но в мае 1961 года Специальный район Чжанцзякоу был воссоздан в прежнем формате. В декабре 1967 года Специальный район Чжанцзякоу был переименован в Округ Чжанцзякоу (张家口地区).
1 июля 1993 года город Чжанцзякоу и округ Чжанцзякоу были объединены в Городской округ Чжанцзякоу.
В 2016 году уезд Чунли был преобразован в район городского подчинения. 5 мая 2019 года Чунли официально избавился от нищеты.

## Административное деление
Уезд делится на 2 посёлка и 8 волостей.
- Посёлки — Гаоцзяин (Gaojiaying, 高家营镇), Сиваньцзы (Xiwanzi, 西湾子镇).
- Волости — Байци (Baiqi, 白旗乡), Имату (Yimatu, 驿马图乡), Сытайцзуй (Sitaizui, 四台嘴乡), Хунциин (Hongqiying, 红旗营乡), Цинсаньин (Qingsanying, 清三营乡), Шицзуйцзы (Shizuizi, 石嘴子乡), Шицзыгоу (Shizigou, 狮子沟乡), Шияоцзы (Shiyaozi, 石窑子乡).

## Экономика
Основу экономики составляют туризм (крупный горнолыжный курорт), сельское и лесное хозяйство (выращивание риса, заготовка древесины).
Перед Зимними Олимпийскими играми 2022 в Чунли были проведены масштабные строительные работы по созданию современной транспортной, спортивной и жилой инфраструктуры.

## Транспорт
В декабре 2019 года был открыт вокзал Тайцзычэн, который обслуживает скоростную линию Пекин — Чжанцзякоу.

## Спорт
В посёлке Тайцзычэн построена Олимпийская деревня — многофункциональный комплекс зимних видов спорта.
В 2016 году Чунли принял почти 2,2 млн туристов. По состоянию на 2019 год общая численность людей, прямо или косвенно занятых в ледово-снежной индустрии и связанной с ней сфере туризма, достигла почти 30 тыс. человек. По состоянию на конец 2021 года в Чунли насчитывалось семь крупных горнолыжных курортов и 169 лыжных трасс.

## Галерея

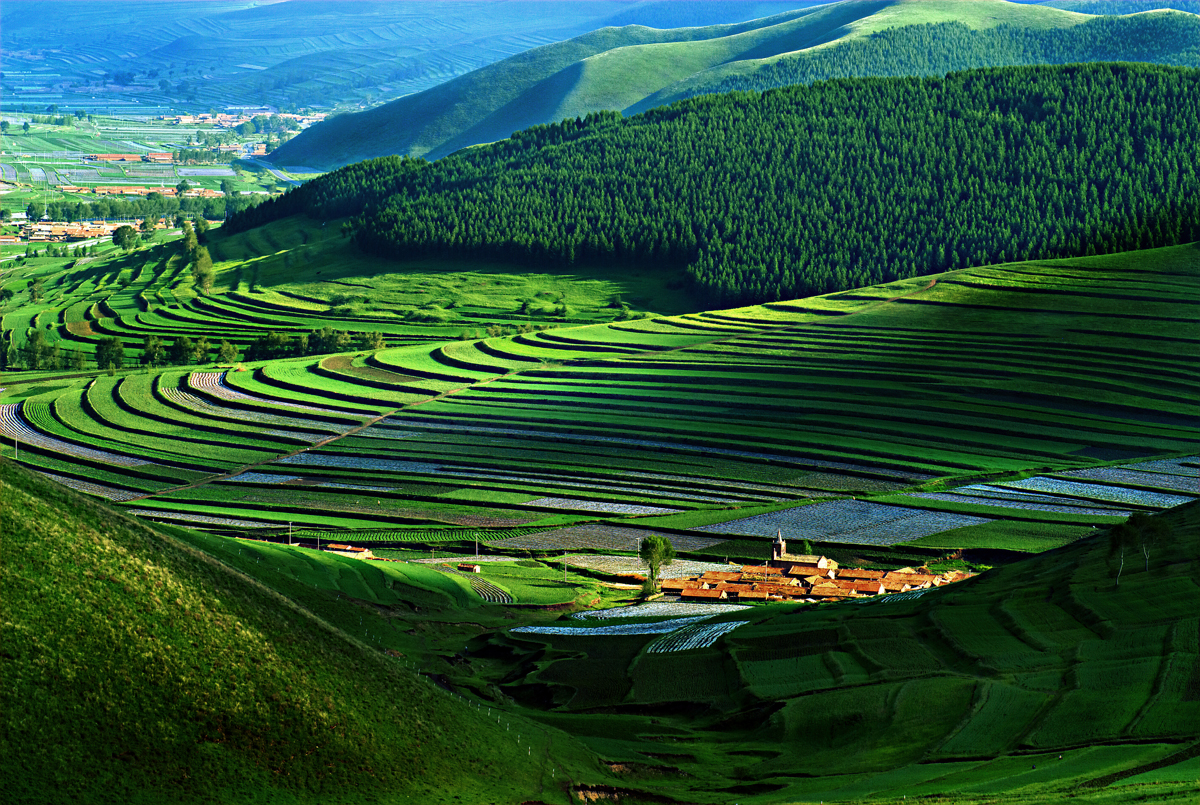
Рисовые террасы
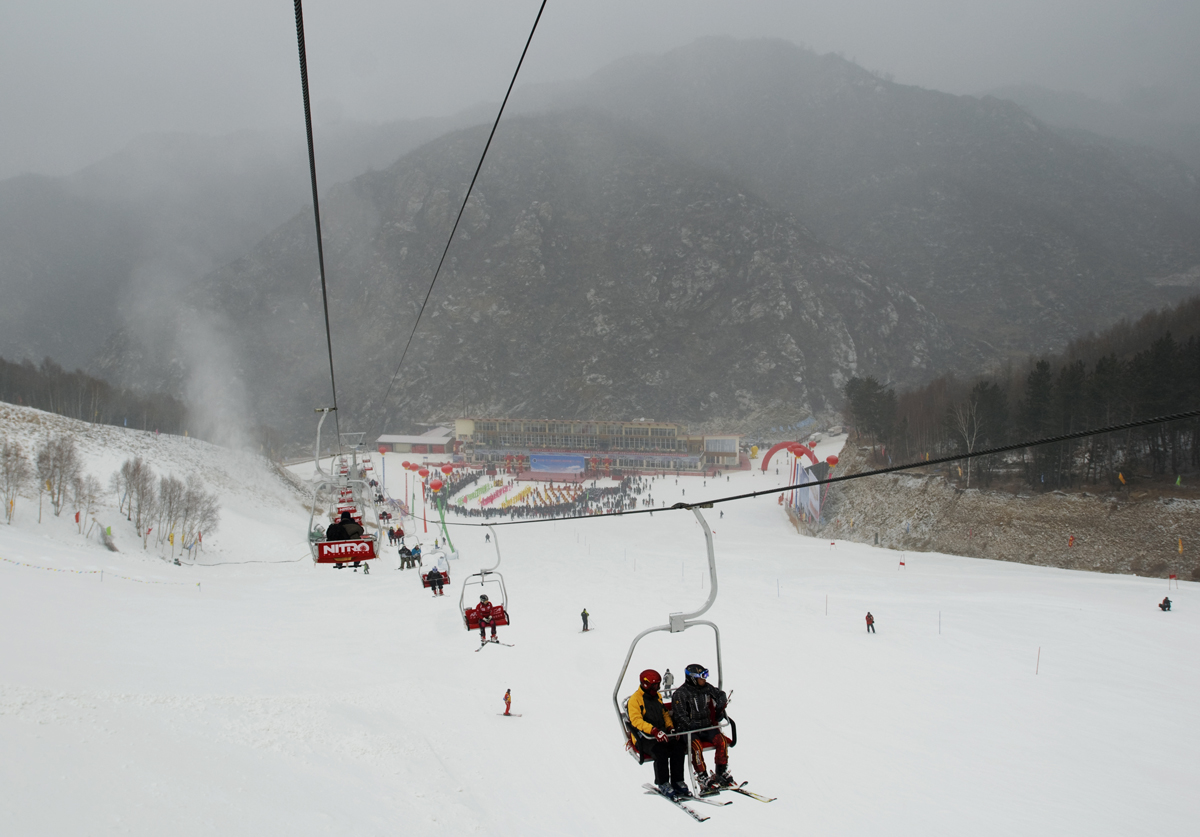
Горнолыжный курорт
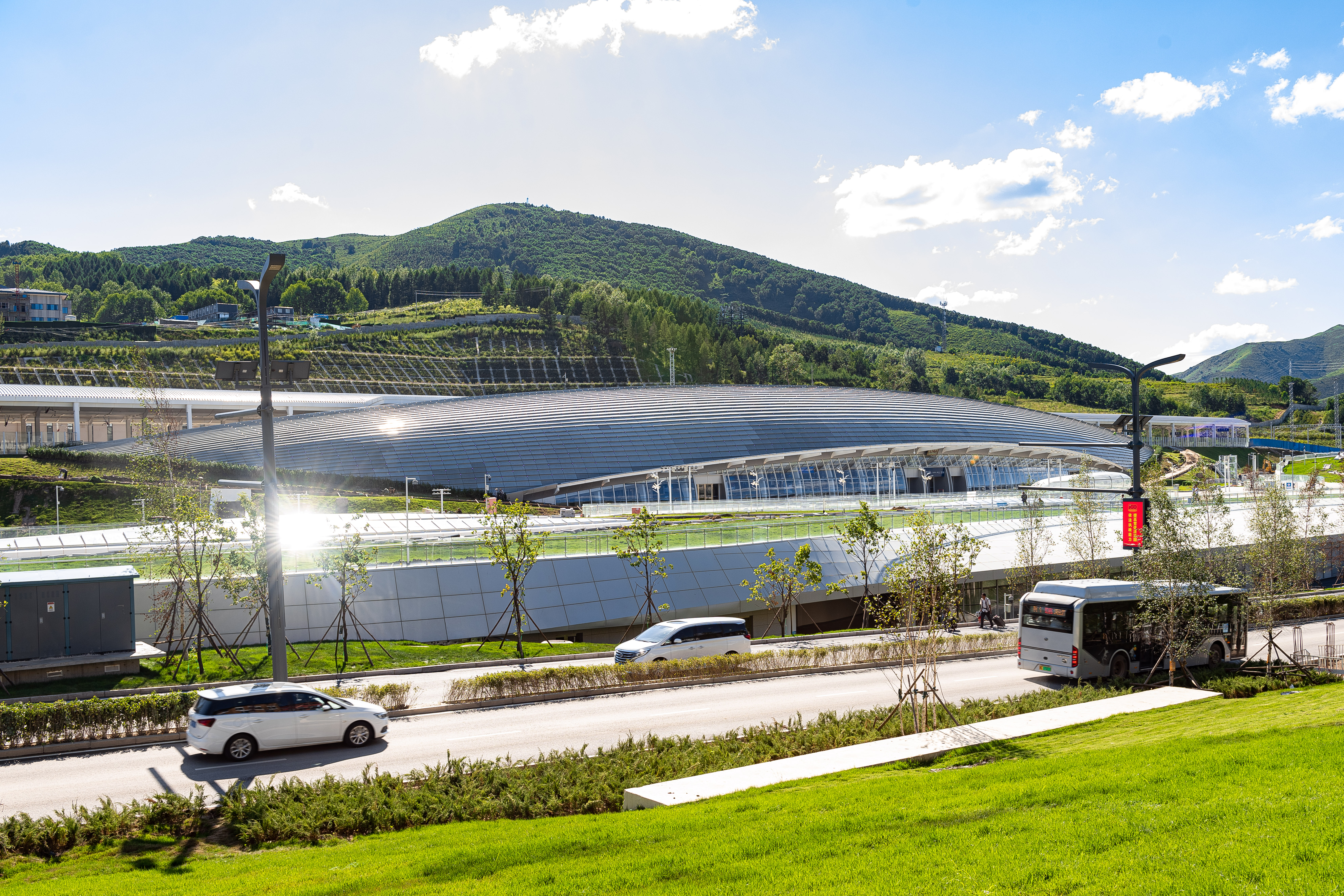
Вокзал Тайцзичэн
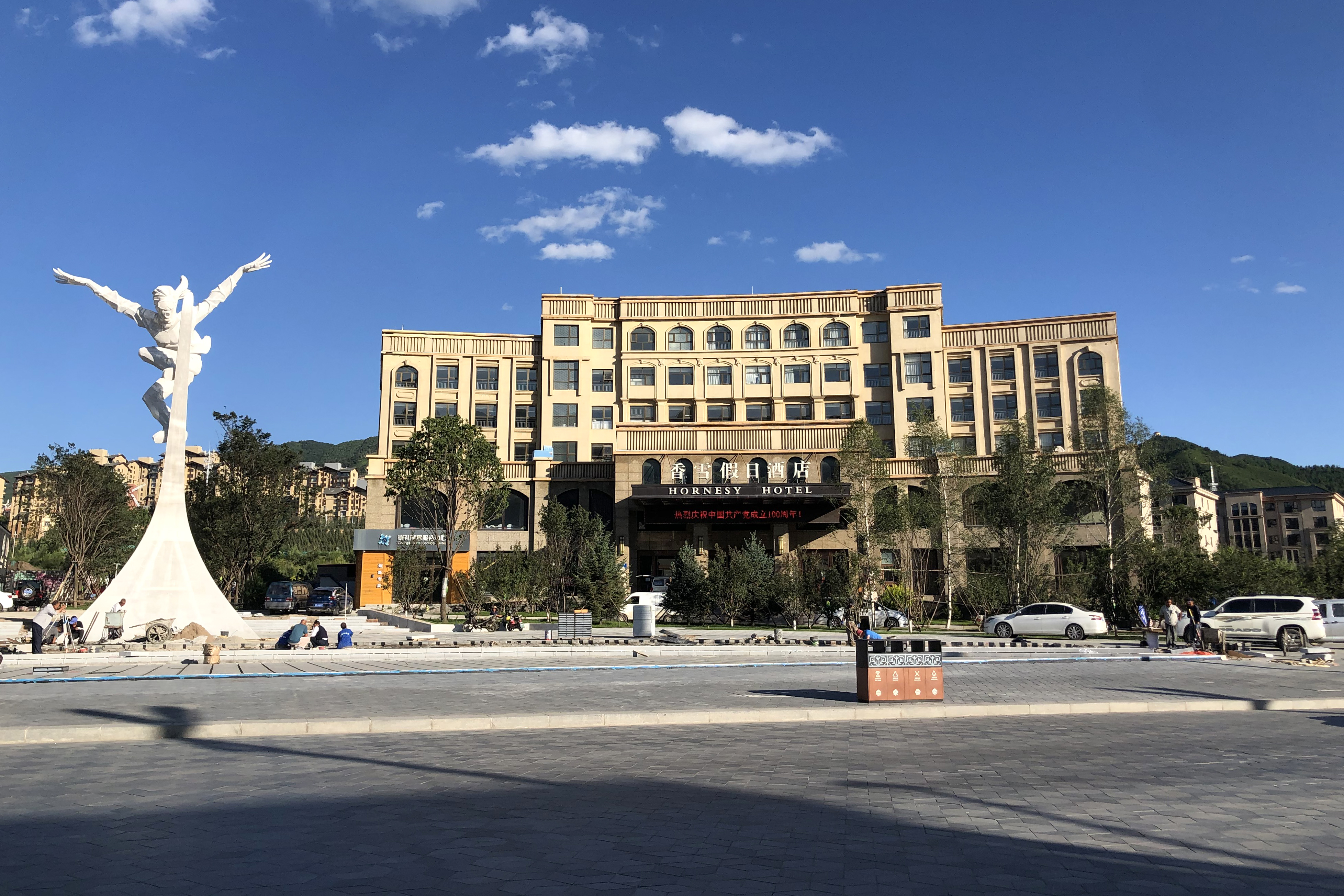
Отель Hornesy
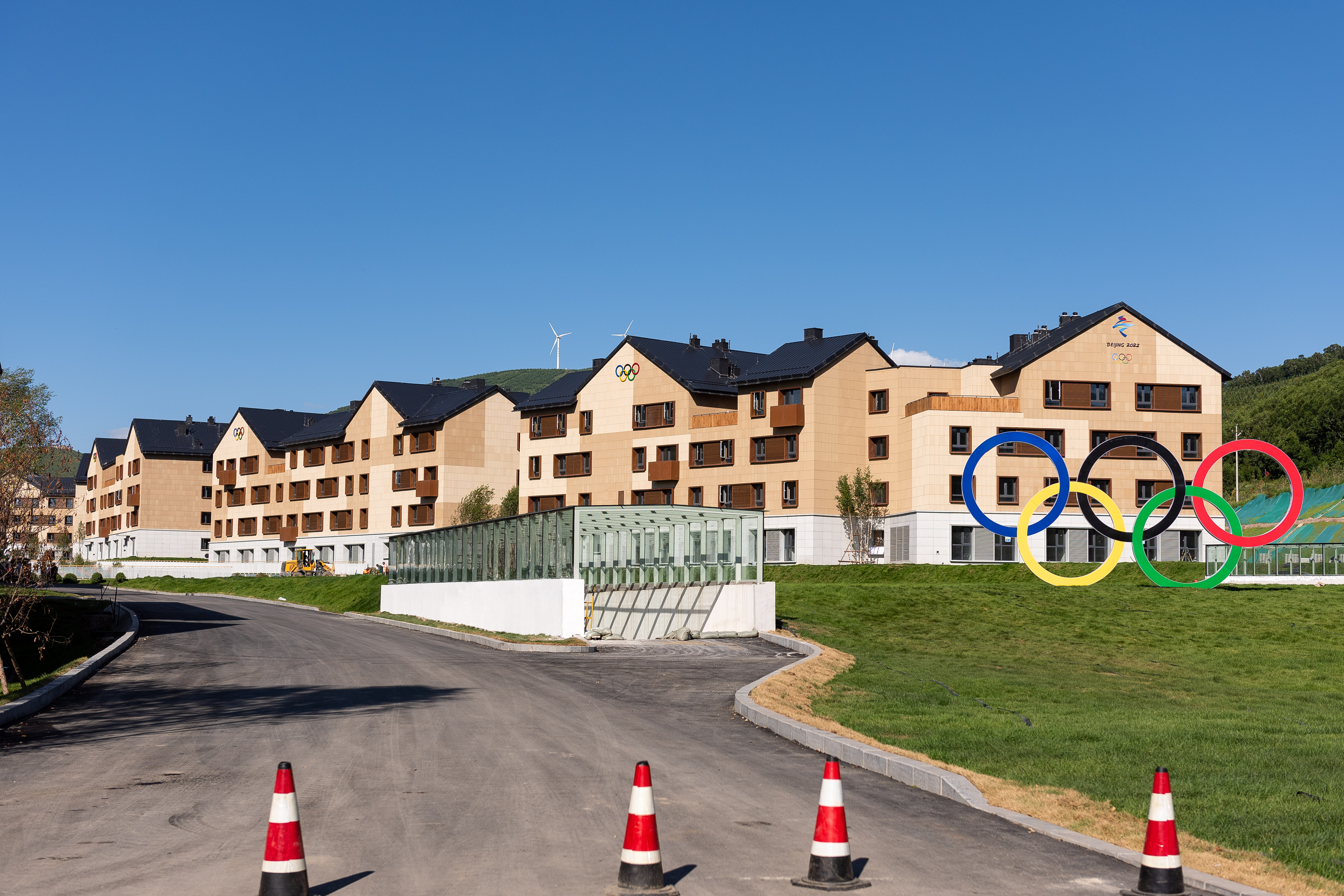
Олимпийская деревня
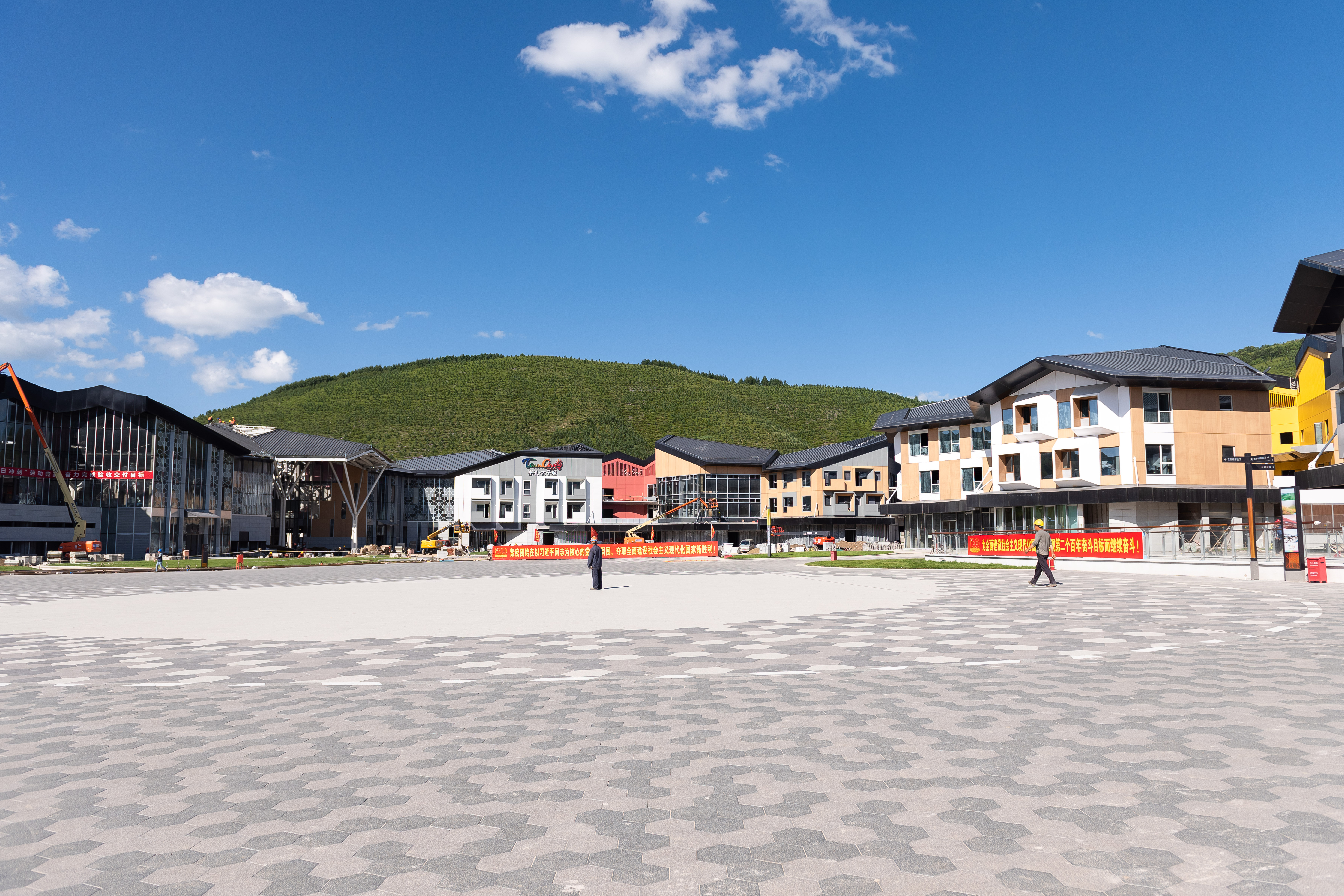
Снежно-ледовый городок